# Сан Каталдо
Сан Ката̀лдо (на италиански: San Cataldo, на сицилиански Santu Cataddu, Санту Катаду) е град и община в Южна Италия, провинция Калтанисета, автономен регион и остров Сицилия. Разположен е на 625 m надморска височина. Населението на общината е 23 603 души (към 2013 г.).